# Giorgia Collomb
Giorgia Collomb (* 17. Oktober 2006) ist eine italienische Skirennläuferin. Sie gehört seit der Saison 2024/25 der italienischen Nationalmannschaft an.

## Karriere
Collomb stammt aus La Thuile im Aostatal. Ihr internationales Renndebüt gab sie am 12. November 2022 bei einem Juniorenrennen am Pass Thurn. Ihr erstes internationales Großereignis bestritt sei zwei Monate später beim Europäischen Olympischen Winter-Jugendfestival in der Region Friaul-Julisch Venetien, wobei sie mit Rang 21 im Super-G ihre beste Platzierung erreichte.
Einen ersten großen Erfolg ihrer Karriere feierte Collomb 2024 bei den Olympischen Jugend-Winterspielen in Gangwon mit dem Gewinn dreier Medaillen. Sie siegte im Riesenslalom, gewann Silber in der Alpinen Kombination und dazu noch Bronze im Slalom.
Zum Abschluss des Winters wurde sie italienische Vizemeisterin im Riesenslalom, wobei sie nach dem ersten Durchgang sogar nur eine halbe Sekunde hinter Federica Brignone gelegen war.
Am 13. September 2024 erreichte Collomb ihren ersten Podestplatz bei einer kontinentalen Rennserie, als sie beim Slalom am Cerro Castor im Rahmen des South American Cups den dritten Platz belegte. Ihr erstes Weltcuprennen bestritt sie am 26. Oktober in Sölden, wobei sie die Qualifikation für den zweiten Durchgang verpasste. Ihre ersten Punkte gewann sie einen am 30. November beim Riesenslalom von Killington, Vermont.
Bei den Weltmeisterschaften 2025 in Saalbach wurde Collomb am 4. Februar 2025 gemeinsam mit Lara Della Mea, Filippo Della Vite und Alex Vinatzer Weltmeisterin im Mannschaftswettbewerb. Etwa einen Monat später konnte sie bei den Juniorenweltmeisterschaften, welche in Tarvisio stattfanden, die Goldmedaille im Riesenslalom gewinnen.

## Erfolge

### Weltmeisterschaften
- Saalbach-Hinterglemm 2025: 1. Mannschaftswettbewerb, 21. Slalom

### Weltcup
- 3 Platzierungen unter den besten 20

### Juniorenweltmeisterschaften
- Haute-Savoie 2024: 8. Mannschaft, 9. Slalom, DNF Riesenslalom
- Tarvisio 2025: 1. Riesenslalom, 5. Slalom

### Europacup
- Eine Platzierung unter den besten 10

### South American Cup
- Ein Podestplatz

### Olympische Jugend-Winterspiele
- Gangwon 2024: 1. Riesenslalom, 2. Alpine Kombination, 3. Slalom, 6. Super-G

### Europäisches Olympisches Winter-Jugendfestival
- Tarvisio 2023: 21. Super-G, DNF Riesenslalom, DNF Slalom

### Weitere Erfolge
- Italienische Vizemeisterin im Riesenslalom (2024)
- Bronze bei den italienischen Meisterschaften in der Alpinen Kombination (2023)
- 3 Siege bei FIS-Rennen